# Visegrády Antal
Visegrády Antal (Pécs, 1950. március 17. –) nemzetközileg is komoly elismerésnek örvendő jogfilozófus, egyetemi tanár, a Pécsi Tudományegyetem Állam- és Jogtudományi Karának professzora.
A jogelmélet és az összehasonlító jog nemzetközileg elismert tudósa.

## Életpályája
1968-ban érettségizett, majd a PTE ÁJK-n, szerzett diplomát 1973-ban. Végzés után 2 évig a Pécsi Járásbíróságon fogalmazóként dolgozott.
A Pécsi Tudományegyetemre Dr. Szotáczki Mihály professor meghívására került, ahol 1975-től tanársegédi, 1978-tól adjunktusi, 1985-től docensi, majd 1995-től egyetemi tanári kinevezést kapott. 1996-tól átvette a Jog- és Állambölcseleti Tanszék vezetését is.
Az 1990-1991-es tanévben általános és külügyi, majd 2013-tól továbbképzési és nemzetközi kapcsolati dékánhelyettessé nevezték ki. 2016-tól pedig az Állam- és Jogtudományi Kar Doktori Iskolájának vezetője.
Kezdetben a „Bevezetés az állam- és jogtudományokba” (később „Jogi alaptan”), majd az „Állam-és Jogelmélet” (később „Jog- és Állambölcselet”) c. tárgyat oktatta és oktatja mind a nappali, mind a levelező tagozaton. Szemináriumot hirdetett, illetve hirdet, többek között a muzulmán jogból, a magyar jog- és állambölcselet történetéről, az EU jog- és állambölcseleti problémáiról, a világ nagy jogrendszereiről. Folyamatosan vezet angol nyelvű szemináriumokat is külföldi hallgatók részvételével.
A rendszerváltás óta hazánkban mindmáig ő az egyetlen Jog-és Állambölcselet tankönyv szerzője, mely 3 kiadást is megélt.

## Tudományos munkássága
Tudományos kutatómunkáját a bírói jogalkotás problematikájának újszerű feldolgozásával kezdte, ebből is szerezte meg kandidátusi fokozatát az MTA-n 1984-ben.
Érdeme, hogy elsőként ő mutatta be a magyar jogirodalomban a modern és posztmodern angolszász jogbölcseleti irányzatokat.
Ezzel párhuzamosan tudományos érdeklődése a joghatékonyság problematikájára is irányult, melynek eredményeként 1997-ben monográfiát is megjelentetett.
1994-ben ebből a témakörből habilitált, majd 1999-ben elnyerte az „MTA doktora” tudományos fokozatot.
Kutatásokat folytatott és folytat a jogi kultúrák, a kelet-közép-európai rendszerváltások, a lakosság jogtudata, a bírói etika, az európai jogi gondolkodás és jogfejlődés irányai, valamint az európai integráció és a globalizáció témákban.
8 nyelven publikált tudományos munkáinak száma 200, ebből 20 monográfia, szakkönyv, illetve jegyzet.
„A jogi kultúra – A jogalkotás jogbölcseleti kérdései – A jogfejlesztés” címmel 1993-tól PhD alprogramot vezet, melynek keretében 25 hallgatóból eddig 6 fő sikeresen védte meg értekezését.
A hazai és külföldi jogbölcseleti konferenciák állandó résztvevője. Vendégprofesszorként, illetve vendégkutatóként dolgozott és dolgozik Amerikában, Ausztráliában, a Távol-Keleten és Európa számos országában.

## Közéleti szerepvállalása
Aktívan részt vesz mind az országos, mind az egyetemi, illetve a helyi szakmai közéletben
1995-től 2001-ig az MTA Doktori Tanácsa Állam-és Jogtudományi Szakbizottságának tagjaként, illetve több éven át az MTA PAB Gazdasági-és Jogtudományi Szakbizottságának társelnökeként, majd munkabizottsági elnökeként tevékenykedett, illetve tevékenykedik.
A Magyar Jog- és Államtudományi Társaság Jogbölcseleti tagozatának vezetője.
Tagja a Politikatudományi Társaságnak és a Magyar Jogász Egylet Baranya Megyei Vezetőségének.
Egyetemen belül alelnöke a PTE Habitusvizsgáló és Habilitációs Bizottságának, tagja a PTE Doktori Bizottságának. Elnöke a kari Doktori Tanácsnak, a Továbbképzési Bizottságának, valamint Pályázati és Ösztöndíj Bizottságának. Tagja a JURA szerkesztő bizottságának.
2021-ben az MTA Állam-és Jogtudományi Bizottságának tagjává választották

## Külföldi tudományos tagságai
- International Academy of Language Law
- Internazionale Vereinigung für Rechts- und Sozialphilosophie
- International Association of Legislation
- Center for Theory and Philosophy of Human Rights
- European Science Foundation (szakértői testület)
- Académie Internationale de Droit Comparé (levelező tag)
- a Pravo i Politika, valamint a Fiat Iustitia szerkesztőbizottságának tagja

## Kitüntetései
- A Magyar Köztársasági Érdemrend Tisztikeresztje (2007)
- Pro Facultate Iuridico-Politica Universitatis Quinqueecclesiensis érdemérem arany fokozata (2014)
- Lódzi Egyetem Honoris causa doktora (2014)
- PTE „Arany katedra díj" (2015)
- „Magyar Felsőoktatásért Emlékplakett” (2015)
- A Magyar Jogász Egylet emlékérme (2016)
- MTA-PAB "Zsolnay" Tudományos díj (2017)
- A Magyar Érdemrend középkeresztje (2021)